# Ласкино (Томская область)
Ла́скино (нар. южносельк. Ӄвэ́рэл эд — воронья деревня) — деревня в Парабельском районе Томской области России. Входит в состав Новосельцевского сельского поселения.

## География
Деревня находится в центральной части Томской области, на 1386 км левого берега реки Оби, на расстоянии примерно 15 километров (по прямой) к востоку-северо-востоку от села Парабель, административного центра района. Абсолютная высота — 54 метра над уровнем моря.
Климат
Климат характеризуется как континентальный, с тёплым коротким лесом и морозной и продолжительной зимой. Средняя температура воздуха самого тёплого месяца (июля) составляет 20—22 °C. Абсолютный максимум температуры воздуха — 34—35 °C. Абсолютный минимум — −54 °C. Среднегодовое количество атмосферных осадков составляет 500 мм.
Часовой пояс
Деревня Ласкино, как и вся Томская область, находится в часовой зоне МСК+4. Смещение применяемого времени относительно UTC составляет +7:00.

## История
Исторический населённый пункт южных селькупов (группа чумэлкуп). Одно из крупнейших южноселькупских поселений. Основано в 1775 году.
А. Ф. Плотников собрал информацию о том, что в юртах Ласкиных «предки жили, по преданию, на этом же самом месте, но только не в домах, как теперь, а в корамах – землянках».
Коренными для этих юрт были селькупские фамилии Иженбиных/Ижембиных, Мальковых, Чичикиных, позднее в поселке появились остяки (селькупы) Соиспаевы, Лучины, Кучуковы. В 1897 г.: 21 хозяйство – 88 селькупов и 14 человек – русские. В 1911 г.: 24 хозяйства – 72 селькупа и 18 русских.
В пос. Ласкино многие дома (но далеко не все) были ориентированы с выходом «вниз по Оби», т.е. дома стояли параллельно течению реки.
В южноселькупском ареале выделяются отдельные поселения и сгустки поселений, где в разные годы происходила концентрация селькупского населения (особенно значительная в середине XIX в.), один из таких сгустков: Пыжины – Тюптеревы – Мысовые – Чиряевы – Ласкины. По данным переписи 1859 г. в каждом из этих поселков население было в пределах 100–150 человек. До 1930-х гг., т.е. до массовой ссылки в Нарымский край и массовых русско-селькупских брачных предпочтений, выделенные посёлки-юрты реально были местом концентрации селькупской этничности, куда стремились вернуться после многолетних миграционных передвижений по просторам Нарымского края те, кто в них родился.
По данным 1926 года в населённом пункте имелось 21 хозяйство и проживало 106 человек (в основном — остяки). Функционировала школа I ступени. В административном отношении входила в состав Басмасовского сельсовета Парабельского района Томского округа Сибирского края.

### Священные места
В ю. Ласкиных недалеко от посёлка стояло две сосны, оберегаемых местными жителями, вероятно, в прошлом жертвенных. 

Одна давно сгнила, от неё только пень оставался. Вторая стояла, и мы ею всегда любовались. Притягивала она нас, особенно в детстве. Взрослые, может, раньше монеты кидали ей под пень. Мы просто смотрели на неё. В Ласкино идешь – её издали видать. На душе сразу хорошо, домой пришел. Свалили эту сосну на дрова. Мужик из Новосельцева. Говорят, когда её валили, то она визжала человеческим голосом, да так, что в Ласкино слышно было». — Тагаева Мария Назаровна, селькупка (чумэлкуп). Полевая запись Тучковой Н.А., 1992, д. Басмасово.
Селькупы ставили на границе с иным миром священные столбы со вбитыми в них железными гвоздями. На эти гвозди вешали подарки духам потустороннего мира. Селькуп, незаметно для себя перешедший невидимую границу, идёт к священному пню алдтон тыбыл и вешает на гвоздь подарок духам иного мира (кусок материи, шкурку зверька, петлю или стрелу, привязав их на нитку). При этом он просит прощения у духов иного мира, объясняя, что нарушил границу их владения невольно, не заметив этого.

## Население
| 1920 | 1939 | 1952 | 1959 | 1970 | 1977 | 1979 |
| ---- | ---- | ---- | ---- | ---- | ---- | ---- |
| 90   | ↗125 | ↗189 | ↘175 | ↘110 | ↘48  | ↘40  |
| 1989 | 2002 | 2012 | 2013 | 2014 | 2015 | 2021 |
| ↘8   | ↘1   | ↘0   | →0   | →0   | →0   | →0   |

Национальный состав
Согласно результатам переписи 2002 года, в национальной структуре населения селькупы составляли 100 %.

## Транспорт
Связь с населённым пунктом осуществляется по дороге с грунтовым покрытием.